# Seznam ciprskih politikov
Seznam ciprskih politikov.

## A
- Adamos Adamou
- Mustafa Akıncı
- Nikos Anastasiades
- Hakkı Atun
- Turgay Avcı
- Níkos Chrysánthou Anastasiádis

## C
- Mustafa Çağatay
- Nikos Christodoulidis
- Demetris Christofias (Dimítris Christofí Christófias)

## D
- Rauf Denktaş
- Serdar Denktaş
- Panayiotis Dimitriou

## E
- Tufan Erhürman
- Derviş Eroğlu
- Tahsin Ertugruloğlu

## G
- Marios Garoyian
- Georgios Grivas

## H
- Mehmet Hasgüler
- Nikos Hristodulides
- Dimitris Hristofias

## I
- Georgios Iacovou

## K
- Ömer Soyer Kalyoncu
- Marios Karoyian
- Ioannis Kasoulidis
- Yiannakis Kasoulidis
- Kikis Kazamias
- Glafkos Klerides (Gláfkos Ioánnou Klirídis)
- Erato Kozakou-Marcoullis
- Fazıl Küçük
- İrsen Küçük
- Andros Kyprianou
- Markos Kyprianou
- Spyros Kyprianou

## L
- Vasos Lyssaridis

## M
- Makarios III. (Mihail Hristodoulou Mouskos)
- Marios Matsakis
- Yiannakis Matsis

## N
- Averof Neofytou
- Nejat Nejat Konuk
- Osman Nuri Örek

## O
- Yiannakis Omirou
- Osker Ozgür
- (Fazıl Önder)
- Kudret Özersay
- Hüseyin Özgürgün

## P
- Nikolas Papadopoulos
- Tassos Papadopoulos
- Ezekias Papaioannou
- Jorgos Perdikis

## S
- Nikos Sampson
- Sotiris Sampson
- Hamza Ersan Saner
- Benon Sevan
- Plutis Servas
- Sibel Siber (ž)
- Ferdi Sabit Soyer
- Hristos Stilianides
- Demetris Siluris
- Faiz Sucuoğlu

## T
- Hasan Taçoy
- Mehmet Ali Talat
- Ersin Tatar
- Kyriakos Triantafyllidis
- Alparslan Türkeş

## U
- Ünal Üstel

## V
- Androulla Vassiliou
- Georgios Vassiliou

## Y
- Özkan Yorgancıoğlu

## Z
- Andreas Ziartides